# Cuarteto de cuerda n.º 15 (Shostakóvich)

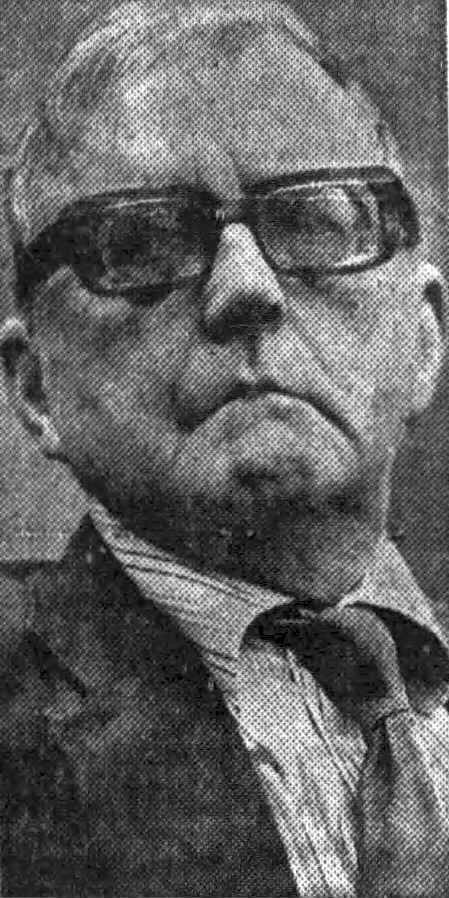
Dmitri Shostakovich, junio, 1973.

El cuarteto de cuerda n.° 15 en mi bemol menor, op. 144 de Dmitri Shostakovich es el último del compositor. Fue su primer cuarteto desde el Sexto (y sólo uno de tres) que no llevó dedicatoria.

## Contexto histórico
Shostakóvich telefoneó a Isaak Glikman el 2 de mayo de 1974 y le dijo que había comenzado a trabajar en un nuevo cuarteto de cuerdas. Continuó componiendo, a pesar de las dificultades con su mano derecha, mientras convalecía en un hospital de Moscú . Después de recibir el alta, él y su esposa viajaron a su dacha en Repino para pasar el verano. El 3 de junio, Glikman visitó a Shostakóvich, quien le dijo que había completado el cuarteto: "No sé qué tan bueno es, pero tuve algo de alegría al escribirlo".
En septiembre, Shostakóvich regresó a Moscú, y presentó su nuevo cuarteto a los integrantes del Cuarteto Beethoven, quienes inmediatamente comenzaron a ensayarlo. Durante los ensayos, les pidió a los miembros que tocaran el movimiento de apertura "para que las moscas cayeran muertas en el aire y la audiencia comenzara a abandonar el salón por puro aburrimiento". Después de los ensayos en la mañana del 18 de octubre, el violonchelista Sergei Shirinsky, uno de los dos miembros fundadores restantes del grupo, murió inesperadamente. Shostakóvich pidió al Cuarteto Taneyev, que ya estaba familiarizado con la partitura, que asumiera la responsabilidad del estreno mundial, oferta que aceptaron.
El Cuarteto Taneyev realizó el estreno mundial en Leningrado el 15 de noviembre de 1974, con la presencia del compositor. El 11 de enero de 1975, el Cuarteto Beethoven estrenó la pieza en Moscú, con el violonchelista Yevgeny Altman reemplazando al difunto Shirinsky. Dmitri Tsyganov, el último miembro fundador del cuarteto, visitó a Shostakóvich en el hospital para recibir asesoramiento interpretativo unos días antes. El compositor le dijo que había comenzado a pensar en su próximo cuarteto, que prometió dedicar al nuevo Cuarteto Beethoven. Luego agregó: "Sabes, Mitia, no podré terminar el ciclo de 24 cuartetos que te había prometido".

## Música
El Cuarteto de Cuerdas n.° 15 consta de seis movimientos tocados sin pausa. Un crítico de The Gramophone teorizó que durante su gestación Shostakóvich pudo haber tenido en mente el Cuarteto de Cuerdas n.° 3 construido de manera similar por su exalumno Boris Tchaikovsky. Todos menos uno de los movimientos del Cuarteto de Cuerdas n.° 15 se indican como Adagio, siendo el caso atípico la "Marcha Fúnebre" marcada como Adagio molto:
1. Elegía: Adagio
2. Serenade: Adagio
3. Intermezzo: Adagio
4. Nocturne: Adagio
5. Marcha fúnebre: Adagio molto
6. Epílogo: Adagio

Una fuga basada en un tema folclórico constituye la "Elegía" de apertura, el más largo de los seis movimientos. Le sigue una "Serenata" en la que una serie de sforzandi enmarcan una melodía de vals fragmentada, ambas construidas a partir de una serie de doce notas. Esto da paso al "Intermezzo", que esconde una autocita de la ópera La nariz, una partitura que había sido revivida en la Unión Soviética por primera vez en 45 años mientras se preparaba el estreno del cuarteto. Sigue un "Nocturno" lírico, después del cual un característico motivo punteado tocado al unísono anuncia la "Marcha fúnebre". El cuarteto cierra con un "Epílogo" que recuerda brevemente los movimientos anteriores, antes de desvanecerse diminuendo.
Una interpretación completa dura aproximadamente 40 minutos, la más larga de los cuartetos de Shostakóvich.

## Recepción
Después de escuchar una interpretación privada del Cuarteto Taneyev en su apartamento, Shostakóvich les agradeció por "haber penetrado tan profundamente en la esencia de este trabajo filosófico, que es lo que más aprecio". Más tarde invitó a su compañero compositor Dmitry Kabalevsky a asistir a los ensayos del nuevo cuarteto. Después de conmoverse por el trabajo, Kabalevsky rápidamente se enfrió. Opinó que cada movimiento debería llevar un título programático tomado de Romain Rolland, una sugerencia que Shostakóvich recibió tibiamente. Según Krzysztof Meyer, el decimoquinto cuarteto fue recibido con una ovación de pie en su estreno, que Shostakóvich reconoció con dificultad debido al deterioro de sus capacidades físicas.
Kurt Sanderling, amigo del compositor, especuló que se refería a la obra como un epitafio para sí mismo: "Quizás porque era tan insondablemente aterradora que no podía dedicársela a nadie". En su descripción general de los cuartetos de Shostakóvich, Wendy Lesser escribió que lo que el compositor "se da cuenta con sentimiento en este cuarteto es que no puede haber una resignación cómoda, un abrazo débil o incluso valiente a la muerte, porque algo en nosotros siempre quiere vivir".